# Museo de los Caminos
El Museo de los Caminos está dedicado al Camino de Santiago y se halla en el interior del Palacio Episcopal de Astorga, en la provincia de León (España).

## El museo

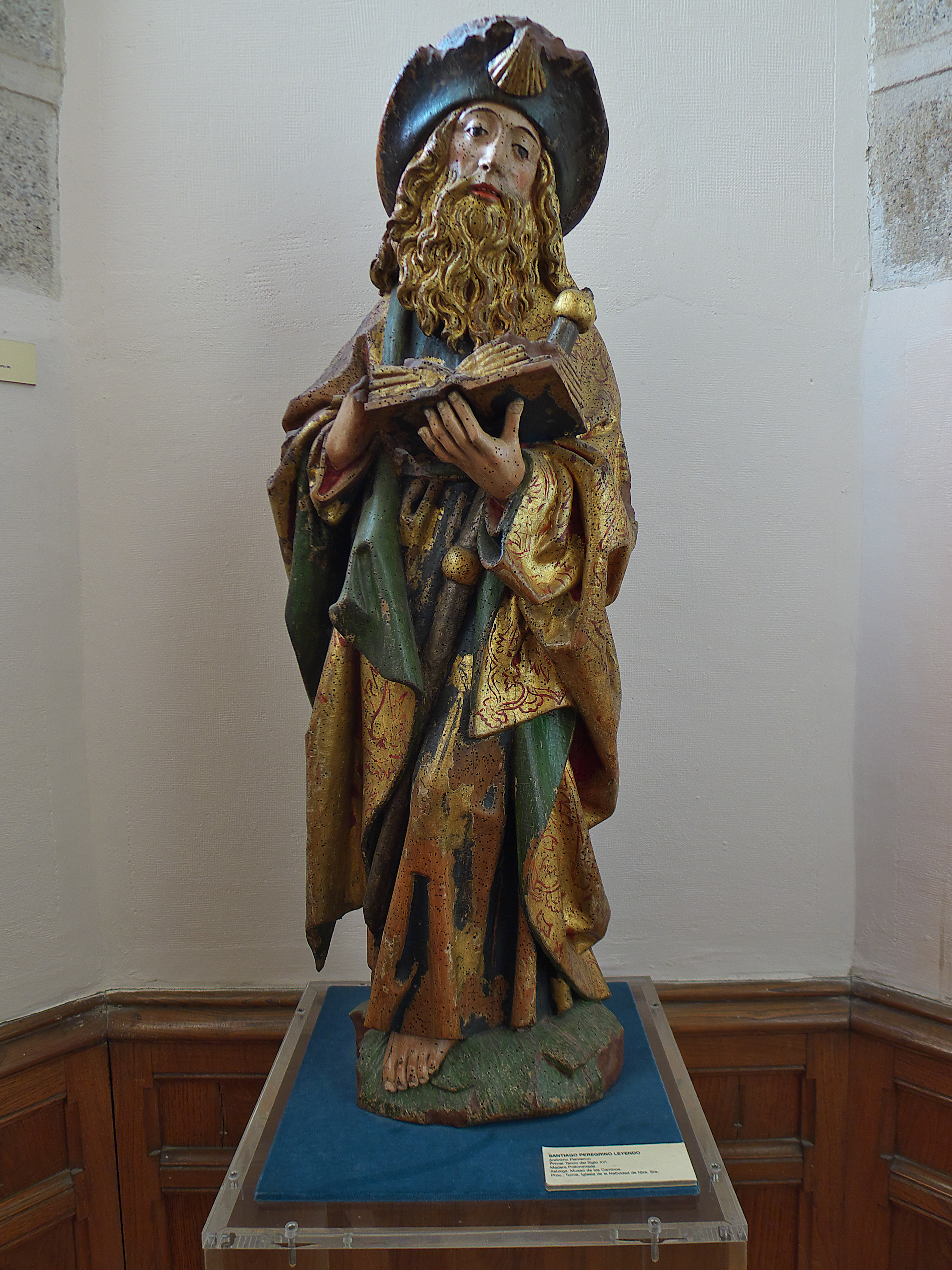
Imagen de Santiago Peregrino

El Palacio Episcopal de Astorga fue reconvertido en museo en 1962, siendo dedicado al Camino de Santiago. Recoge diversas piezas de arte religioso de la diócesis, depositadas en el museo para su mejor conservación o almacenaje, la mayoría de ellas relativas a la peregrinación. Destacan diversas tallas románicas como el Crucificado de Poibueno, de Gregorio Español (finales del siglo XVI), o el Retablo de San Bartolomé (finales del siglo XV) así como una colección de orfebrería desde el siglo XV hasta el siglo XVIII, de la que destaca la cruz procesional del santuario de Castrotierra de la Valduerna, así como cálices, incensarios y otros objetos litúrgicos.
En el sótano hay una colección de objetos arqueológicos de época romana y medieval entre las que destacan diversas inscripciones epigráficas halladas en el subsuelo de la villa astorgana, así como en León, Lugo, Orense y Zamora. En la planta baja se encuentran diversas tallas de madera policromada así como pinturas de estilo gótico internacional. En la sala III hay diversas imágenes del apóstol Santiago representado como peregrino, orante, guerrero, etc. En la planta noble se encuentra una colección de cruces procesionales entre las que cabe mencionar la de Poibueno, de Sebastián de Encalada, y la de Castrotierra, atribuida a Miguel Ángel. También se halla en esta planta  el retablo de Navianos atribuido a Berruguete. En la planta superior, habilitada en 1975, hay una exposición de artistas leoneses contemporáneos como Demetrio Monteserín, Andrés Viloria, Manuel Jular, Modesto Llamas, Mariano Ciagar, Eloy Vázquez, José Sánchez Carralero, Miguel Ángel Febrero, Marino Amaya, José Manuel Chamorro o Jesús Pombo, entre otros.